# Tenuisis microspiculata
Tenuisis microspiculata is een zachte koraalsoort uit de familie Isididae. De koraalsoort komt uit het geslacht Tenuisis. Tenuisis microspiculata werd in 1929 voor het eerst wetenschappelijk beschreven door Molander. 